# Vince Staples

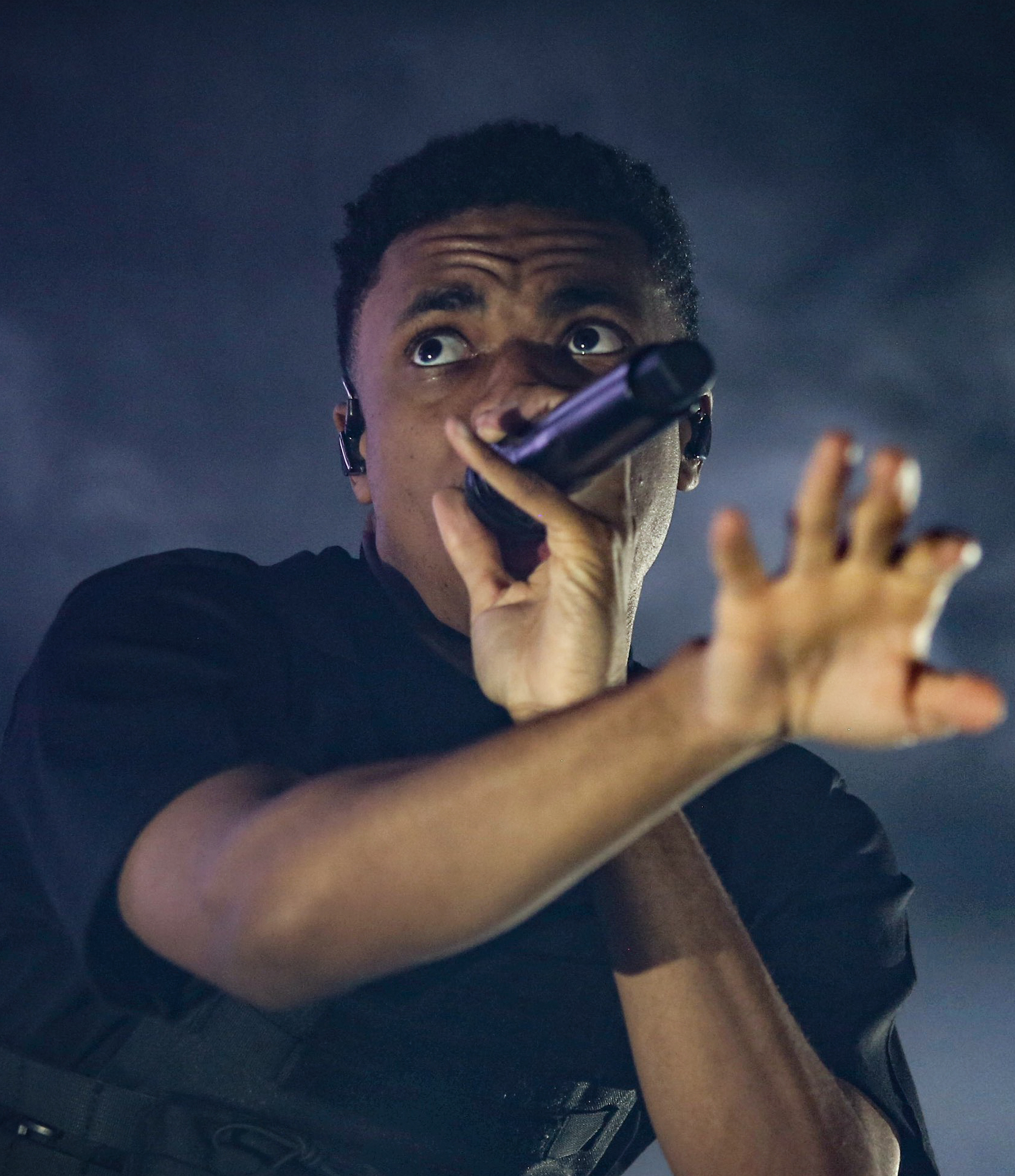
Vince Staples (2018)

Vincent Jamal Staples (* 2. Juli 1993 in Bellflower, Kalifornien) ist ein US-amerikanischer Rapper aus Long Beach, der bei den Labeln Def Jam Recordings, Blacksmith Records und ARTium Recordings unter Vertrag steht. Er ist neben den kalifornischen Rappern Joey Fatts und A$ton Matthews Mitglied der Hip-Hop-Gruppe Cutthroat Boyz.

## Leben und Karriere

### Kindheit und Jugend
Vincent Staples wuchs als Jüngster von vier Kindern in Long Beach in dem Bezirk Ramona Park auf, verbrachte aber einen Großteil seiner Kindheit bei seinen Großeltern in Compton, wo er bis zur High School verschiedene Schulen besuchte. Er hat zwei ältere Schwestern und einen älteren Bruder sowie eine ältere Halbschwester mütterlicherseits und einen jüngeren Halbbruder väterlicherseits. Seine Mutter arbeitete viel, um die Familie zu versorgen, und sein Vater befand sich, unter anderem wegen Drogendelikten, immer wieder in Haft. Die Eltern trennten sich schließlich in Vincents Grundschulalter. Die Beziehung zu seinem Vater in seiner Kindheit stellte Vince Staples in dem Lied und dazugehörigen Musikvideo „Nate“ dar, das er im März 2013 veröffentlichte. Vincents Großvater Andrew Hutchins, zu dem er ein sehr gutes Verhältnis hatte, starb Ende 2005, was für Vince eigenen Angaben nach ein einschneidendes Erlebnis war. Im Jahr 2014 starb die Jüngere seiner Schwestern. Vincents vier Jahre jüngerer Halbbruder befindet sich seit 2012 wegen einer Verurteilung für versuchten Mordes in Haft.
Vince Staples’ Jugend war geprägt von Auseinandersetzungen der Gangs in Ramona Park. Er selbst war, wie zahlreiche Freunde und Verwandte, aktives Mitglied der lokalen Crip Gang Naughty Nasty Gangster Crips (2NGC). Nach seinem Mittelschulabschluss und dem Ende seiner Schulzeit an der auf Persönlichkeitsentwicklung ausgerichteten Optimal Christian Academy, wollte Staples die Schule abbrechen. Er besuchte zunächst die Mayfair High School in Lakewood, geriet dort aber schnell in Schwierigkeiten. Die aus einem Vorfall im Jahr 2006 resultierenden Anklagen Vincents für schwere Körperverletzung, bewaffneten Raub, Bedrohung eines Zeugens und weiteres, wurden allerdings fallen gelassen, nachdem der Fall drei Jahre später aufgelöst werden konnte. Seine Mutter schickte ihn nach dem Zwischenfall aber für mehrere Monate zu seiner Schwester nach Atlanta. Nach seiner Rückkehr besuchte er verschiedene High Schools in La Palma, Long Beach, Bellflower und Anaheim, sah sich aber wegen seines ständigen Schulschwänzens und häufiger Kämpfe immer wieder mit Problemen konfrontiert und brach 2009 schließlich ab. Am 29. November 2008 wurde Staples’ enger Freund Jabari Benton erschossen.
Vince Staples musste in dieser Zeit auch den Verlust weiterer Freunde und Verwandter erleben, die ermordet wurden oder sich vor Gericht verantworten mussten und teilweise lebenslange Haftstrafen verbüßen.

### Musikstil, Lyrikinhalte und Reflexion
Vince Staples gab in Interviews mehrfach an, nichts mehr mit gangbezogener Kriminalität zu tun und mit seiner von Gewalt geprägten Vergangenheit abgeschlossen zu haben. Er sei aber dennoch loyal gegenüber seinem Freundeskreis, seiner Heimatstadt und seiner von der Gang Culture geprägten Herkunft und würde nichts bereuen.

“I was never a troublemaker, but I'm loyal to where I come from. A lot of people don't understand that it’s more of, 'I live over here I have to deal with this. These are the only [ones] that care about me so of course I'm going to be a part of this shit.' It isn't about being cool or wearing colors or nothing, it’s about where you live at and having respect for that neighborhood.”

„Ich habe nie groß Probleme gemacht, aber ich bin loyal gegenüber meiner Herkunft und Heimat. Viele Menschen verstehen nicht, dass es mehr von der Idee Ich lebe hier und ich muss damit klarkommen. Das hier sind die einzigen Leute, die sich um mich sorgen, darum bin ich natürlich ein Teil davon. hat. Es geht nicht darum, cool zu sein oder Farben oder so zu tragen, sondern darum, wo du lebst, und dass du deinen Bezirk respektierst.“

Auch betont Vince Staples den Unterschied zwischen der von den Medien und dem sogenannten Gangsta-Rap gezeichneten und glorifizierten Hip-Hop Culture und der realen Gang Culture. Seine Musik und Raptexte seien einfach nur Ergebnis seiner eigenen Lebenserfahrungen, die wesentlich von der Gang Culture bestimmt wurden und Frustration und Zweifel hervorriefen. Als Inspiration für seine Musik zählt Staples daher nicht allbekannte Größen der Musik- und Rapbranche auf, sondern das Leben. Er möchte den Leuten, die seine oder ähnliche Erfahrungen tagtäglich teilen, eine Stimme geben und Aufmerksamkeit und Sensibilität für das Thema schaffen.

“On the news you can hear about terrorism all day, you can hear about wars, you can hear about how many people are dying in other places and you’ll understand it, but you never really get it until a 9/11 happens or until you see someone from ISIS cutting someone’s head off. This music is that to me. This is watching someone get their head cut off.”

„In den Nachrichten kann man jeden Tag von Terrorismus hören, man kann von Kriegen hören, man kann davon hören, wie viele Menschen anderswo starben und man wird es nachvollziehen. Aber man wird es nie wirklich begreifen bis so etwas wie 9/11 geschieht oder bis man sieht, dass jemandem von der ISIS der Kopf abgeschlagen wird. Diese Musik ist für mich das. Es ist das Zuschauen, wie jemandem der Kopf abgeschlagen wird.“

Von Kritikern wird Vince daher auch oft für seine poetische Klarheit, für die nüchterne, teilweise auch nihilistische Spiegelung der Realität, für die kühle, harte Ehrlichkeit seiner Texte und die Spiegelung ebendieser Stimmung in seiner Musik, sowie für seine Authentizität gerühmt.

“I don’t really care to be a rapper – I’d rather just be myself.”

„Ich mache mir nicht wirklich etwas daraus ein Rapper zu sein – Ich wäre lieber nur ich selbst.“

### Musikkarriere

#### Beginn der musikalischen Karriere
Der Aufenthalt in Atlanta ermöglichte Vince, erstmals eine distanzierte Perspektive zu seinem eigenen Umfeld einzunehmen und war – eigenen Angaben nach – Anfangspunkt eines ersten Interesse an der Musik. Nach seiner Rückkehr nach Long Beach versuchte Vince, gangbezogenen Problemen aus dem Weg zu gehen und freundete sich mit neuen Leuten aus seiner Nachbarschaft an, darunter auch ein Junge mit dem Alias Lavi$h. Über Lavi$h lernte Staples im Jahr 2009 den Musikproduzenten Michael Uzowuru und die Mitglieder der Hip-Hop-Gruppe Odd Future Syd Tha Kyd, Mike G, Matt Martians und Earl Sweatshirt kennen, zu denen Vince enge Freundschaften entwickelte. Nach seinem Schulabbruch und dem vorübergehenden Rauswurf aus dem Haus seiner Mutter, wohnte Vince im Haus von Syd Tha Kyd und verbrachte die meiste Zeit in deren Musikstudio, das sich als Treffpunkt von Odd Future und zahlreichen anderen jungen Künstlern aus Long Beach und Los Angeles etablierte. Die neuen Freundschaften und Kontakte führten zu ersten Beteiligungen an deren Debüt-Projekten. So trat Staples auch auf dem Debüt-Mixtape Earl von Earl Sweatshirt als Gastmusiker in Erscheinung und genoss nach dessen rätselhaften Verschwinden – Earl Sweatshirt war von seiner Mutter zur Coral Reef Academy auf Samoa geschickt worden – erstmals größere Aufmerksamkeit. Eher aus Langeweile, aufgrund der Perspektivlosigkeit, sowie aufgrund der zahlreichen neuen Kontakte begann Vince schließlich, eine eigene Rapkarriere zu verfolgen.
Im Dezember 2011 veröffentlichte Vince sein Debüt-Mixtape Shyne Coldchain Vol. 1 im Internet. Im Oktober 2012 folgte sein zweites Mixtape Winter In Prague, das von Michael Uzowuru produziert wurde.

#### 2013: Zusammenarbeit mit Mac Miller und Def Jam Recordings
Über Earl Sweatshirt lernte Staples Ende 2012 Mac Miller kennen, der unter dem Alias Larry Fisherman zusammen mit ihm das Mixtape Stolen Youth produzierte, an dem sich auch Ab-Soul, Schoolboy Q, Da$h, Hardo und Joey Fatts als Gastmusiker beteiligten. Nach der Veröffentlichung der Mixtape begleitete Vince Staples Mac Miller auf dessen The Space Migration Tour und trat bei dem Debüt-Studioalbum Doris von Earl Sweatshirt mehrfach als Gastmusiker in Erscheinung. Daraufhin wurde Staples von dem Musiklabel Def Jam Recordings in Obhut genommen und begann den Fokus in seinem Leben abseits von Ramona Park auf die Musik zu legen.

#### 2014:Shyne Coldchain Vol. 2und EP-DebütHell Can Wait
Am 13. März 2014 gab Vince Staples sein viertes Mixtape Shyne Coldchain Vol. 2 heraus. Bei der Erstellung des Mixtapes, mit dem Staples als Solo-Künstler erstmals größere Aufmerksamkeit erlangte, wurde er von den Produzenten No I.D., Evidence, DJ Babu, Childish Major und Scoop DeVille, sowie von Jhené Aiko und James Fauntleroy, die sich als Gastmusiker beteiligten, unterstützt.
Im Oktober 2014 veröffentlichte Vince Staples seine erste EP und sein Major-Label-Debüt Hell Can Wait. Bereits im Vorfeld wurden die Singles „Blue Suede“ und „Hands Up“ mit jeweils dazugehörigem Musikvideo veröffentlicht.
Die Erfolge im Jahr 2014, die Staples vor allem innerhalb der USA bekannt gemacht hatten, führten zu der Bekleidung seiner ersten Filmrolle. Ende 2014 erfolgten die Dreharbeiten für einen Cameoauftritt von Vince Staples in der kalifornischen Kriminalkomödie Dope des Regisseurs Rick Famuyiwa. Der Film, in dem Shameik Moore, Tony Revolori, Kiersey Clemons, Zoë Kravitz, A$AP Rocky und Chanel Iman die Hauptrollen bekleideten, debütierte auf dem Sundance Film Festival 2015.

#### 2015:Summertime '06

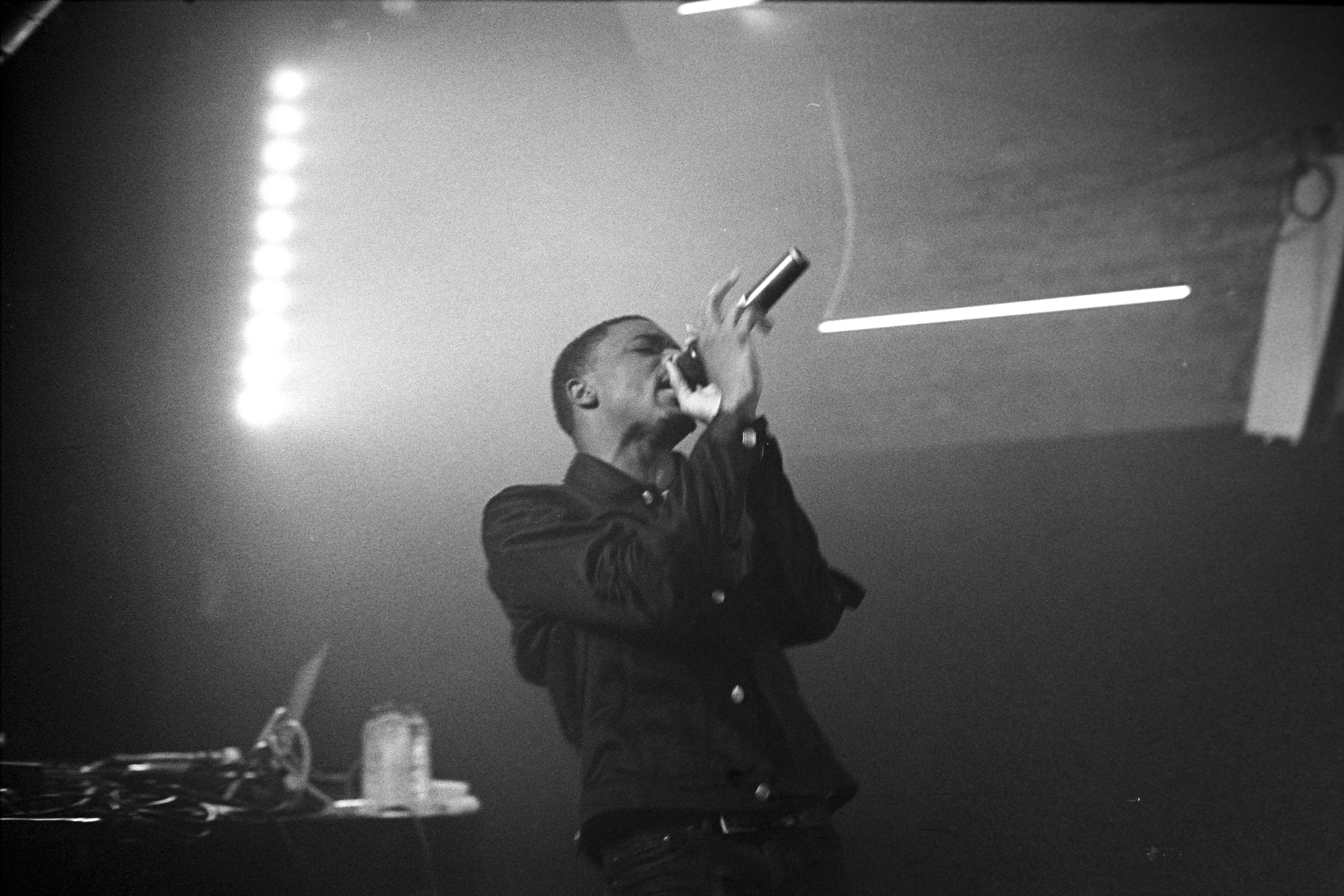
Vince Staples bei einem Auftritt im Oktober 2015.

Am 30. Juni 2015 gab Def Jam Recordings und ARTium Recordings Staples Debüt-Studiodoppelalbum mit dem Titel Summertime ’06 heraus, mit dem Vince auf internationaler Ebene der Durchbruch gelang. Das Berlin-Münchner Musikmagazin Juice kürte Summertime '06 zum drittbesten Album des Jahres 2015 in der Kategorie Alben international. In der Zeitschrift Spex aus Berlin landete Staples’ Album auf dem fünften Platz der Jahresbestenliste. Nicht nur die minimalistische Produktion, die von No I.D., DJ Dahi und Clams Casino geleitet wurde, sondern auch Staples’ Lyrik, die autobiografische Ausrichtung des Projekts, sowie die Kohäsion von Text und Musik wurden von Musikkritikern angepriesen. Im Sommer des Jahres 2006, dessen Stimmung Staples in seinem Album einfangen und aufzeichnen wollte, habe er erkannt, um was es im Leben geht, so Vince Staples. Bereits am 8. Juni 2015 veröffentlichte Vince Staples das offizielle Albumcover mit einer Botschaft auf Instagram:

“Love will tear us apart. Nov 30th, 2005 was the beginning of the loss. The following summer multiplied it. Beaten paths, crowded with the hopeless. Same song every day, listening to the words of a dead man destroyed by his own mind and body. Why? Because at the end of the day we’re all dead anyway. At least where I come from. Love tore us all apart. Love for self, love for separation, love for the little we all had, love for each other, where we came from. Jabari, Chris, Shard, Tom, Richy, Tyson, Tony, Shelly, Phil, Marcel, Brandon, Steve, Jaron, Tay. Too many to name, too much to forget. Some lost to prison, some lost to Forest Lawn, some turned snitch. Some still here but it will never be the same. Bandanas, Stealing Levis and Nike Sb’s. Derringers and Sidekicks. Its crazy how little you notice and how greatly those things impact. Summer of 2006, the beginning of the end of everything I thought I knew. Youth was stolen from my city that Summer and I'm left alone to tell the story. This might not make sense but that’s because none of it does, we're stuck. Love tore us all apart. Summertime ’06, June 30th.”

„Die Liebe wird uns auseinanderreißen. Am 30. November 2005 begann das Abhandenkommen. Der folgende Sommer vervielfachte es. Ausgetretene Wege, überfüllt von den Hoffnungslosen. Dasselbe Lied jeden Tag, den Worten eines toten Mannes, an seinem eigenen Geist und Körper zugrunde gegangen, lauschend. Warum? Weil am Ende des Tages sind wir doch sowieso alle tot. Zumindest dort, wo ich herkomme. Jabari, Chris, Shard, Tom, Richy, Tyson, Tony, Shelly, Phil, Marcel, Brandon, Steve, Jaron, Tay. Zu viele, die zu nennen sind, zu viel, das es zu vergessen gibt. Einige verloren an das Gefängnis, einige an den Forest Lawn [Anmerk.: Friedhof in Long Beach], einige entwickelten sich zu Verrätern. Einige sind noch immer hier, aber es wird niemals wieder dasselbe sein. Bandanas, Levis und Nike SB's stehlend. Derringers und Sidekicks. Es ist verrückt, wie gering man es wahrnimmt, und wie riesig die Auswirkungen dieser Dinge sind. Sommer 2006, der Anfang des Ende von allem, was ich dachte zu wissen. In diesem Sommer wurde meiner Stadt die Jugend gestohlen und ich bin allein zurückgelassen, um die Geschichte zu erzählen. Das macht vielleicht keinen Sinn, aber das tut es nicht, weil nichts von all dem einen Sinn macht, wir stecken fest. Die Liebe hat uns alle auseinandergerissen. Summertime '06, 30. Juni.“

Im Herbst 2015 begleitete Staples die Rapper Tyler, The Creator und A$AP Rocky auf deren Rocky and Tyler Tour durch Nordamerika. Die zum Album Summertime '06 gehörige Tour Circa '06 absolvierte Vince im Dezember 2015, sowie von Ende Februar bis Mitte März 2016, wobei die Auftrittsorte ebenfalls auf die Vereinigten Staaten und Kanada beschränkt blieben.
Am 28. Januar 2016 veröffentlichte der australische DJ und Musikproduzent Flume die Single „Smoke & Retribution“, die in Kollaboration mit Vince Staples und Kučka entstanden war.
Die Single stieg im Februar in den australischen Charts auf Rang 23 ein und sorgte damit für eine Vergrößerung des Bekanntheitsgrades Vince Staples’ in Australien.

#### 2016:Prima Donna
Die EP Prima Donna gab Vince Staples am 26. August 2016 heraus. Am 1. September folgte ein dazugehöriger, zehnminütiger Kurzfilm mit demselben Titel, der von Nabil Elderkin produziert wurde. Als Produzenten der sieben-Tracks-langen EP traten James Blake, No I.D., John Hill und DJ Dahi auf. Kilo Kish und ASAP Rocky beteiligten sich als Gastmusiker.

#### 2017:Big Fish Theory
Am 23. Juni 2017 gab Vince Staples sein zweites Studioalbum Big Fish Theory heraus. Im Vorfeld veröffentlichte er die Single „BagBak“, sowie die Singles „Big Fish“ und „Rain Come Down“ mit jeweiligem Musikvideo auf seinem YouTube-Kanal. In Big Fish Theory ließ Vince Staples vermehrt Elemente aus den Genres House und Detroit Techno einfließen und wurde dabei von den Produzenten Christian Rich, Flume, GTA, Jimmy Edgar, Justin Vernon, Sophie, Ray Brady und Zack Sekoff unterstützt. Musikalische und gesangliche Unterstützung bekam er unter anderem von ASAP Rocky, Damon Albarn, Juicy J, Kilo Kish, Kendrick Lamar, Ty Dolla Sign und Ray J.
Die zum Album gehörige Tour The Life Aquatic Tour durch die USA und Kanada benannte Staples in Anlehnung an den Film Die Tiefseetaucher (Originaltitel: The Life Aquatic with Steve Zissou)  von Wes Anderson. Begleitet wurde er von Kilo Kish.

#### 2018:FM!
Das Album FM! veröffentlichte Vince Staples am 2. November 2018. Dabei kollaborierte er unter anderem mit Jay Rock, Ty Dolla Sign und E-40. FM! basiert auf dem Konzept einer Radioshow. Die für Clubs und Partys geeigneten Beats der einzelnen Musikstücke verstecken dabei eine zweite, ernste Ebene. In den Texten kritisiert Vince die Realitätsblindheit der Konsumenten von Radio und TV, die sich darauf basierend oft ein idealisiertes und realitätsfernes Bild des Lebens ihrer Idole erstellen. Im Dezember desselben Jahres gab Vince die im Februar 2019 startende Smile, You’re on Camera Tour bekannt.

## Rezeption
Im Juni 2015 wurde Vince Staples von dem US-amerikanischen Musikmagazin XXL für die 2015's XXL Freshman Class ausgewählt. Mit der Ernennung Vince Staples zu einem der zukunftsträchtigen Newcomer der Hip-Hop-Szene, honorierte XXL Staples’ bisherige Werke, vor allem die EP Hell Can Wait, sowie die Single „Nate“, und steigerte maßgeblich die Erwartungen bezüglich des Ende Juni folgende Debüt-Albums Summertime '06.

## Persönliches
Vince Staples gab in einem Interview mit der CNN an, dass er noch nie Alkohol getrunken, Cannabis, Tabak oder andere Drogen geraucht oder auch sonstige Drogen genommen habe, bis auf die Medikamente, die sein Arzt ihm wegen seiner Asthma-Erkrankung verschrieben habe. Er kritisierte bereits mehrmals in Interviews und auch in seinen Liedtexten die Glorifizierung von Drogenmissbrauch in der Hip-Hop-Culture.
Staples hat eine Passion für die Limonade Sprite. Regelmäßig huldigt er den nicht-alkoholischen Softdrink auf ironische Weise in seinen Tweets und setzt das Getränk mit purer Lebensfreude gleich. Schleichwerbung für Sprite wurde so zu einem Running-Gag von Staples, bis er schließlich im März 2016 Sprite mit der Werbung „We’re All People“ im Rahmen der Kampagne #ObeyYourThirst offiziell vertreten durfte.
Im Juni 2016 gab Staples seine Beteiligung an einem Programm des YMCA Long Beach, einem Institut für Jugendliche in seiner Heimatstadt Long Beach, bekannt. Finanziert über Spenden und den Partner Levi’s bietet das YMCA dabei 20 Kindern und Jugendlichen der lokalen Hamilton Middle School Kurse im Bereich der Musik- und Filmproduktion, Grafikdesign, 3D-Druck und Produktdesign an. Neben finanzieller Unterstützung und der Herstellung öffentlicher Aufmerksamkeit, beteiligte sich Staples an dem Projekt unter anderem auch mit der Leitung eines Workshops zum Thema Songwriting. Vince Staples betonte gegenüber der Long Beacher Zeitung Press-Telegram die Wichtigkeit, lokalen Kindern und Jugendlichen Chancen und Möglichkeiten anzubieten, sie zu fördern und ihnen reale Lebensmodelle aufzuzeigen. Ihm selbst sei dies verwehrt gewesen, er habe lediglich Beispiele dafür gehabt, wie man alles in den Sand setzt oder war von Lebensmodellen umgeben, auf die er keine Lust hatte.

## Diskografie
Studioalben
- 2015: Summertime ’06
- 2017: Big Fish Theory
- 2018: FM!
- 2021: Vince Staples
- 2022: Ramona Park Broke My Heart
- 2024: Dark Times

Mixtapes
- 2011: Shyne Coldchain Vol. 1
- 2012: Winter in Prague (mit Michael Uzowuru)
- 2013: Stolen Youth (mit Larry Fisherman)
- 2014: Shyne Coldchain Vol. 2

EPs
- 2014: Hell Can Wait
- 2016: Prima Donna

Singles
- 2013: Guns & Roses
- 2014: Nate
- 2014: Blue Suede
- 2014: Hands Up
- 2015: Señorita
- 2015: Get Paid (feat. Desi Mo)
- 2015: Norf Norf (US: Platin)
- 2017: BagBak
- 2017: Big Fish (US: Gold)
- 2017: Rain Come Down
- 2018: Get The Fuck Off My Dick
- 2018: Home (feat. Richie Kohan)
- 2019: So What?
- 2019: Sheet Music
- 2019: Hell Bound (Ad 01)
- 2021: Law of Averages
- 2022: Magic (feat. Mustard)
- 2022: Rose Street

Als Gastmusiker
- Earl Sweatshirt – Hive von ‘Doris’ (2013, US: Gold)
- Common – Kingdom von Nobody’s Smiling' (2014)
- Childish Gambino – Waiting For My Moment (Soundtrack für Creed) (2015)
- Earl Sweatshirt – Wool von I Don’t Like Shit, I Don’t Go Outside: An Album By Earl Sweatshirt (2015)
- With You. – Ghost (2015)
- Christian Rich – High von FW14
- Flume – Smoke And Retribution von Skin (2016)
- Kali Uchis – Only Girl (2016)
- Clams Casino – All Nite von 32 Levels (2016)
- James Blake – Timeless (2016)
- GTA – Little Bit Of This von Good Times Ahead (2016)
- Flume – My Boo (2016)
- Snoh Aalegra – Nothing Burns Like The Cold (2017)
- Gorillaz – Ascension (2017)
- Tyga – Playboy (2017)
- Cashius Green – I Ain’t Happy (2017)
- Billie Eilish – &burn von Don’t smile at me (2017, UK: Silber, US: Gold)

## Auszeichnungen für Musikverkäufe
| Goldene Schallplatte - Brasilien - 2024: für die Single &Burn - Neuseeland - 2020: für die Single &Burn Platin-Schallplatte - Australien - 2021: für die Single &Burn - Kanada - 2023: für die Single &Burn - Neuseeland - 2024: für die Single Norf Norf |

| Land/RegionAuszeichnungen für Musikverkäufe (Land/Region, Auszeichnungen, Verkäufe, Quellen) | Silber  | Gold     | Platin     | Verkäufe  | Quellen             |
| -------------------------------------------------------------------------------------------- | ------- | -------- | ---------- | --------- | ------------------- |
| Australien (ARIA)                                                                            | —       | —        | Platin1    | 70.000    | aria.com.au         |
| Brasilien (PMB)                                                                              | —       | Gold1    | —          | 20.000    | pro-musicabr.org.br |
| Kanada (MC)                                                                                  | —       | —        | Platin1    | 80.000    | musiccanada.com     |
| Neuseeland (RMNZ)                                                                            | —       | Gold1    | Platin1    | 45.000    | radioscope.co.nz    |
| Vereinigte Staaten (RIAA)                                                                    | —       | 3× Gold3 | Platin1    | 2.500.000 | riaa.com            |
| Vereinigtes Königreich (BPI)                                                                 | Silber1 | —        | —          | 200.000   | bpi.co.uk           |
| Insgesamt                                                                                    | Silber1 | 5× Gold5 | 4× Platin4 |           |                     |

## Filmografie (Auswahl)
- 2015: Dope
- 2016: Prima Donna
- 2023: White Men Can’t Jump
- 2022–2023: Abbott Elementary (Fernsehserie)